# 聖何塞查卡亞
聖何塞查卡亞（西班牙語：San José Chacayá）是危地馬拉的城鎮，位於該國西南部，由索洛拉省負責管轄，面積44平方公里，海拔高度2,334米，2002年人口2,445，人口密度每平方公里55.57人。
14°46′N 91°13′W / 14.767°N 91.217°W